# Metz (Misuri)
Metz es un pueblo ubicado en el condado de Vernon en el estado estadounidense de Misuri. En el Censo de 2010 tenía una población de 49 habitantes y una densidad poblacional de 147,8 personas por km².

## Geografía
Metz se encuentra ubicado en las coordenadas 37°59′48″N 94°26′33″O / 37.99667, -94.44250. Según la Oficina del Censo de los Estados Unidos, Metz tiene una superficie total de 0.33 km², de la cual 0.33 km² corresponden a tierra firme y (0.78%) 0 km² es agua.

## Demografía
Según el censo de 2010, había 49 personas residiendo en Metz. La densidad de población era de 147,8 hab./km². De los 49 habitantes, Metz estaba compuesto por el 93.88% blancos, el 0% eran afroamericanos, el 6.12% eran amerindios, el 0% eran asiáticos, el 0% eran isleños del Pacífico, el 0% eran de otras razas y el 0% pertenecían a dos o más razas. Del total de la población el 0% eran hispanos o latinos de cualquier raza.